# Sempervivòidies
La subfamília de les Sempervivoideae és una de les sis subfamílies de la família de les Crassulaceae.
Aquesta subfamília de Sempervivoideae és nativa a les Illes Canàries, Madeira i Àfrica del Nord. Aquestes plantes formen rosetes de fulles en els extrems de les tiges de les branques.

## Gèneres
Inclou set gèneres:
- Aeonium Webb & Berthelot
- Aichryson Webb & Berthelot
- Greenovia Webb & Berthelot
- Jovibarba Opiz
- Monanthes Haworth
- Orostachys Fischer ex A. Berger
- Sempervivum L.